# Фишер, Иоганн Эбергард
Иоганн Эбергард Фишер (нем. Johann Eberhard Fischer; 10 января 1697, Вайльтинген, герцогство Вюртемберг— 13 (24) сентября 1771, Санкт-Петербург) — российский историк и археолог немецкого происхождения, академик Петербургской академии наук.

## Биография
В 1730 году Фишер, имевший учёную степень магистра, прибыл в Россию и занял при Санкт-Петербургской Академической гимназии место проректора, а затем и ректора.
В 1732 году был избран академиком.
Зимой 1739 года командирован Академией наук в Сибирь на смену академика Миллера. Через 9 лет возвратился в Санкт-Петербург, неудовлетворительно исполнив данные ему поручения; эта неудача объясняется плохим знанием русского языка и его неуживчивым характером: он постоянно находился в несогласии с Гмелином, Миллером и другими академиками.
В 1749 году ему было поручено преподавание в университете элоквенции. В 1750 году уволен от заведования гимназией в связи с командировкой его Академией в Псков для пересмотра и разбора хранившихся там разных книг, вывезенных из завоёванных шведских городов.

## Позиция относительно образования
Мнение, высказанное Фишером по просьбе куратора Московского университета И. И. Шувалова относительно того, какого типа училища следует открывать в городах и сёлах, и по какой программе вести преподавание, состояло в том, что ввиду малоразвитости населения того времени учебные заведения следовало вообще открывать лишь постепенно, а средние учебные заведения — только в больших городах, например в Казани. Училища, по его мысли, должны были носить строго сословный характер; в школах, предназначенных для образования крестьян, учебная программа должна ограничиваться чтением и письмом.

## Вклад в науку
Из научных работ Фишера заслуживает внимания изданная в 1768 году при Академии наук «Сибирская история с самого открытия Сибири до завоевания сей земли российским оружием» (нем. Sibirische Geschichte von der Entdeckung Sibiriens bis auf die Eroberung dieses Landes durch die russischen Waffen). Труд этот, законченный ещё в 1757 году, был составлен им по материалам, привезённым историографом Миллером из сибирского путешествия. Лично Фишеру принадлежит помещённое в начале книги предисловие и в конце 2-й части — подробный указатель. В 1774 году появился русский перевод этого труда, сделанный академическим переводчиком Иваном Голубцовым и изданный без предисловия и указателя.
В 1770 году А. Л. Шлёцером в Гёттингене были изданы под общим заглавием «Quaestiones Petropolitanae» статьи Фишера:
1. «De origine Ungrorum»
2. «De origine Tatarorum»
3. «De diversis Chinarum imperatoris nominibus titulisque»
4. «De Hyperboreis».

Кроме того, Фишер поместил в «Историческом месяцеслове» на 1770 и 1771 года статьи:
1. «О происхождении молдавцев, о их языке, знатнейших приключениях, вере, нравах и поведении»
2. «Догадки о происхождении американцев».

В "Ежемесячных сочинениях к пользе и  увеселению служащих" за февраль 1755 г. было опубликовано на русском языке следующее его сочинение:
"Рассуждение I. Е. Фишера о гиперборейцах, или о народе за севером находящемся".

## Издания
- Фишер И. Е. Сибирская история с самого открытия Сибири до завоевания сей земли российским оружием, сочиненная на немецком языке и в собрании Академическом читанная членом Санкт-Петербургской Академии наук и Профессором древностей и истории, так же членом исторического Геттинского собрания Иоганном Ебергардом Фишером. — Санкт-Петербург: при Императорской Академии наук, 1774. — [2], 631 с.; 2 л. карт.